# Hyposoter forticarinatus
Hyposoter forticarinatus là một loài tò vò trong họ Ichneumonidae.